# Aakirkeby
Aakirkeby è l'unico centro abitato situato nell'entroterra dell'isola danese di Bornholm, nel mar Baltico. Ha una popolazione di 2 092 abitanti (dato del 2023).
Fino al 2007 Aakirkeby era il capoluogo della municipalità omonima, a partire dalla riforma amministrativa del 2007 fa parte del comune regionale di Bornholm.

## Geografia
Aakirkeby si trova sulla strada di collegamento fra Rønne e Nexø, i due centri abitati più popolosi dell'isola situati rispettivamente sulla costa orientale e occidentale.
Il centro abitato circondato da campi si trova poco a sud della grande foresta di Almindingen.

## Storia
La sua posizione al crocevia delle strade che attraversano l'isola ha fatto sì che in epoca medievale fosse il centro abitato e l'area commerciale principale dell'isola nonché sede dell'amministrazione ecclesiastica e del locale Landsting, il consiglio degli uomini liberi e armati.

## Monumenti e luoghi d'interesse
L'edificio più antico e caratteristico di Aakirkeby è la Aa Kirke, un'imponente chiesa in pietra arenaria risalente alla seconda metà del XII secolo.
Nella piazza del mercato si trovano le caratteristiche statue in bronzo che riproducono delle oche, opera dello scultore locale Paul Ranslet., sulla pavimentazione della piazza si trova anche un mosaico che riproduce la mappa dell'isola.
Sempre nella piazza si trova il municipio risalente al 1867–68.
Ad Aakirkeby si trova l'unica chiesa cattolica dell'isola, la Rosenkranskirke (chiesa del Rosario), edificata nel 1932.
Nella cittadina si trovano anche due musei, il Bornholms Automobilmuseum, un piccolo museo dell'automobile e il NaturBornholm, inaugurato nel 2000 è dedicato alla geologia e storia naturale dell'isola, l'edificio è stato progettato dall'architetto danese Henning Larsen.